# Margole
Margole – wieś w Polsce położona w województwie lubelskim, w powiecie biłgorajskim, w gminie Aleksandrów.
W latach 1975–1998 miejscowość administracyjnie należała do województwa zamojskiego. W latach 1973–1991 w gminie Józefów.
Wieś wchodzi w skład sołectwa Aleksandrów III. Według Narodowego Spisu Powszechnego z roku 2011 liczyła 22 mieszkańców i była najmniejszą miejscowością gminy Aleksandrów.
Wierni Kościoła rzymskokatolickiego należą do parafii Matki Bożej Nieustającej Pomocy w Aleksandrowie.